# Saturnino Rubio y Montiél
Saturnino Rubio y Montiél (* 29. November 1889 in Los Molinos de Ocón, La Rioja; † 22. April 1971 in Soria, Kastilien und León) war ein spanischer römisch-katholischer Geistlicher und Bischof von Osma-Soria.

## Leben
Saturnino Rubio y Montiél studierte am Seminar von Logroño und empfing am 19. September 1914 das Sakrament der Priesterweihe. Er wirkte daraufhin in verschiedenen Pfarrgemeinden.
Am 9. Dezember 1644 ernannte ihn Papst Pius XII. zum Bischof von Osma. Die Bischofsweihe spendete ihm am 6. Mai 1945 der damalige Nuntius in Spanien, Gaetano Cicognani, Mitkonsekratoren waren Fidel García Martínez, Bischof von Calahorra, und Francisco Javer Lauzurica y Torralba, Bischof von Palencia. Als Bischof setzte er sich unter anderem für die Sozialarbeit sowie die Priesterausbildung ein.
Am 4. Dezember 1969 wurde er als Bischof der inzwischen (1959) in Bistum Osma-Soria umbenannten Diözese emeritiert und zum Titularbischof von Villa Regis ernannt. Saturnino Rubio y Montiél starb am 22. April 1971 im Alter von 81 Jahren.